# Stein (Gemeinde Matrei in Osttirol)
Stein ist ein Weiler in der Gemeinde Matrei in Osttirol (Katastralgemeinde Matrei in Osttirol Land), der zur Fraktion Kaltenhaus gehört.

## Geographie
Der Weiler Stein liegt in rund 1.330 Metern Höhe auf einer Terrasse über dem Tauernbach. Neben dem nordöstlich in einer Höhe von 1.100 bis 1.000 Metern vorbeifließendem Tauernbach befindet sich südöstlich auch der Steiner Bach in der Nähe des Weilers Stein. Der Weiler Stein selbst umfasst die Bauernhöfe Heinzer, Krister und Bichler, zudem gehören die Steiner Alm (Äußere Steiner Alm) in 1.914 Metern und die Hoanzer Alm (Innere Steiner Alm) in 1.770 Meter zu Stein. Von den Almen bestehen Aufstiegsmöglichkeiten zur Sudetendeutschen Hütte. 

## Besiedelung und Bevölkerung
Kaltenhaus und Stein war in früherer Zeit wesentlich dichter mit Bauernhöfen besiedelt als heute. So gab es im Jahr 1881 elf Hofstellen in der Fraktion. Dies waren die Höfe Heinzer, Krister, Bichler, Lublasser, Lagner, Hasler, Kranebitter, Hinterau, Wirtler, Spiegelburger und Mair, wobei alleine am Bichlerhof 44 Personen lebten. Bei der Volkszählung 1869 lebten noch 129 Menschen in Stein und Kaltenhaus, wobei 16 Häuser gezählt wurden. Bei der Volkszählung 1890 war die Zahl der Einwohner von Kaltenhaus und Stein stark gesunken, wobei Stein zu diesem Zeitpunkt drei Häuser und 35 Menschen beherbergte. Der Bevölkerungsrückgang setzte sich auch im 20. Jahrhundert fort, wobei 1951 nur noch 22 Menschen in Stein lebten.

## Bichlerhof
Der Bichlerhof in Stein (Kaltenhaus Nr. 3) wurde auf einer exponierten Stelle über dem Tauerntal errichtet. Er stellt dabei einen der wenigen Höfe in der Umgebung dar, die im Erbrecht verliehen wurden. Der Schwaighof wurde bereits im Spätmittelalter urkundlich erwähnt, wobei die erste Überlieferung aus dem Jahr 1437 erhalten ist. Das Wohnhaus des Bichlerhofes stammt aus dem frühen 18. Jahrhundert und wurde zwischen 1721 und 1723 errichtet. Es handelt sich dabei um einen zweigeschoßigen, barockzeitlichen Blockbau auf Bruchsteinfundament, der mit einem schindelgedeckten Satteldach versehen wurde. Zum Bichlerhof gehören neben dem Wohnhaus auch das nordseitig anschließende Wirtschaftsgebäude, das in zwei Bauphasen entstand. Teile des Wirtschaftsgebäudes stammen aus den Jahren 1689 bis 1690, der übrige Teil wurde gemeinsam mit dem Wohnhaus errichtet. Der Hof umfasst zudem einen zweigeschoßigen Kornkasten aus dem Jahr 1764 und einer etwas abseits gelegenen Getreidemühle, die vermutlich aus dem 19. Jahrhundert stammt.